# Thelma Furness, Viscountess Furness

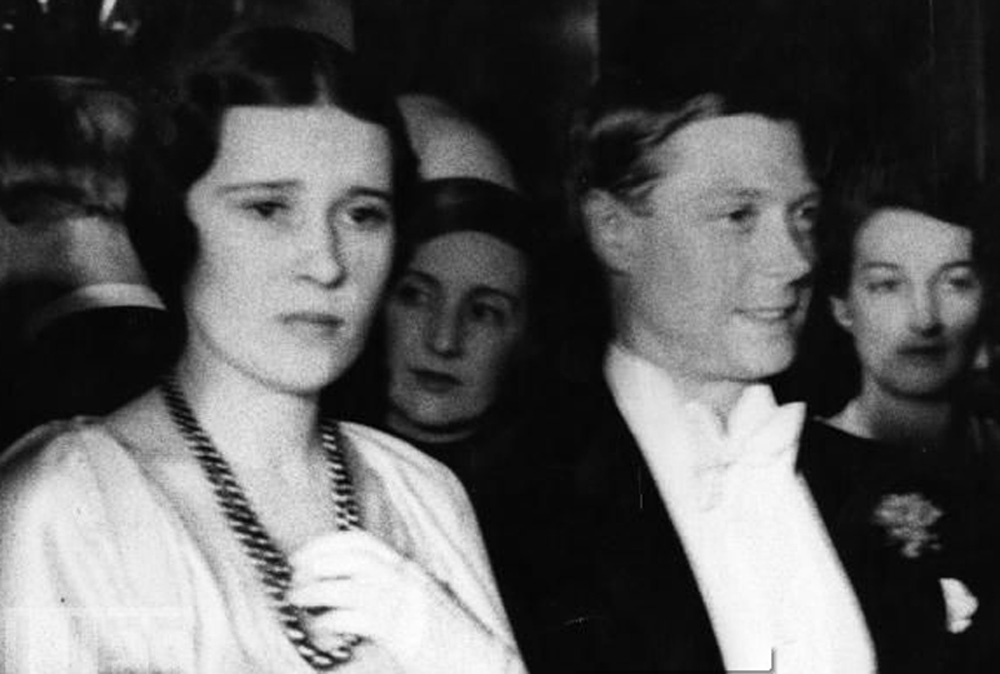
Thelma Furness (links) mit dem Prince of Wales im Jahr 1932

Thelma Furness, Viscountess Furness (geborene Morgan; * 23. August 1904 in Luzern, Schweiz; † 29. Januar 1970 in New York City) war eine US-amerikanische High-Society Lady, Schauspielerin und Anfang der 1930er Jahre Mätresse des Prince of Wales, der später König Eduard VIII. von Großbritannien war.

## Leben
Thelma war die Tochter von Harry Hays Morgan und dessen Frau Laura Delphine geb. Kilpatrick. Ihr Vater war Diplomat in Buenos Aires und in Brüssel. Ihre Großeltern mütterlicherseits waren der General der Unionsarmee und US-Diplomat in Chile, Hugh Judson Kilpatrick, und dessen Ehefrau Luisa geb. Fernandez de Valdivieso. Sie war eine Nichte des Erzbischofs von Santiago de Chile und soll ein Nachkomme aus dem Haus von Navarra gewesen sein. Zusammen mit ihren Geschwistern Harry Hays Jr. (1898–1983), Zwillingsschwester Gloria (1904–1965) und Consuelo (1906–1973) wuchs sie in Südamerika und Europa auf.
Am 16. Februar 1922 heiratete Thelma Morgan in Washington James Vail Converse (* 1894), einen Enkel von Theodore Newton Vail, Präsident von American Telephone & Telegraph. Die Ehe wurde am 10. April 1925 in Los Angeles geschieden. Die Ehe blieb kinderlos. Nach der Scheidung ging sie eine Liaison mit dem damals berühmten Bühnenstar Richard Bennett; Vater von Constance, Joan und Barbara, ein.
Am 27. Juni 1926 heiratete sie in London in zweiter Ehe den englischen Reedereiunternehmer Marmaduke Furness, 1. Viscount Furness (1883–1940). Als dessen Gattin erhielt sie den Höflichkeitstitel Viscountess Furness. Aus der Ehe ging ein Sohn, William Anthony (1929–1995), hervor. Während dieser zweiten Ehe lernte Thelma den britischen Thronfolger Eduard, genannt David (1894–1972) kennen, dessen Beziehung zu ihr bald zur Obsession zu werden schien. Ihre Ehe scheiterte und wurde 1933 geschieden. Sie galt schon als die zukünftige Ehefrau Eduards, bis Wallis Simpson (1896–1986) seine Gunst errang und er wegen dieser auf den britischen Thron verzichtete (1936).
Im Jahre 1923 gründete die 19-jährige Thelma Morgan die Thelma Morgan Pictures, Inc., wo sie Produzentin und Schauspielerin in einer Person war. Sie war in vier Filmen zu sehen: Aphrodite (1923), Enemies of Women (1923), Any Woman (1925) und Der Ehe ewiges Einerlei (So This Is Marriage?) (1924).
Zusammen mit ihrer Zwillingsschwester schrieb Thelma die Autobiographie Double Exposure. Thelma Furness starb am 29. Januar 1970 in New York City.
Sie wurde neben ihrer Schwester auf dem Friedhof „Holy Cross Cemetery“ in Culver City, Kalifornien begraben.